# Звєрєв Сергій Афанасійович
Сергій Афанасович Звєрєв (25 червня (6 липня) 1900 — 7 березня 1973) — якутський народний співак та сказитель Олонхо. Член Союзу письменників СРСР (1939), Заслужений працівник культури РРФСР і Якутської АРСР.

## Біографія
Сергій Афанасійович Звєрєв — Кыыл Уола народився 25 червня (6 липня) 1900 року (за іншими відомостями 19 серпня 1891 року) в Тюбятському наслезі Сунтарського улусу Якутської області. Більше 20 років наймитував. Потім працював шахтарем на Бодайбинських золотих копальнях, столяром на Кемпендяйському солеварному заводі. Вступив у колгосп, був головою колгоспу. У 1940-1945 роках — артист Нюрбинського колгоспного театру.

## Творчість
Якустким народним епічним мистецтвом Олонхо Сергій Звєрєв захопився ще в дитинстві. Його дід Антон Дьапта і Афанасій Антонов — Кыыл Охонооһой були відомими олонхосутами.
У своїх творах Звєрєв оспівував природу, життя та побут якутського народу. У роки Другої світової війни створив ряд патріотичних пісень, сповнені вірою у перемогу («Барааччы ырыата», «Аіа алгыЇа», «Эбэ алгыhа», «Кыайыахпыт», «Уотунан тыыммыт уоттан умсуо»). Після війни створив твори «Улуу Москуба туһунан тойук» («Сказання про велику Москву»), «Гребля мегинців» та інші. Поема Звєрєва, присвячена Москві, була перекладена на російську мову і була високо оцінена в газеті «Правда» в дні святкування 800-річчя міста. У 1947 році Звєрєв був запрошений до Якутського державного музично-драматичного театру консультантом при постановці першої якутської героїко-епічної опери «Ньюргун Боотур». У співавторстві з Р. Васильєвим він написав велику поему «Айхал эйиэхэ аар тайҕа» («Слава тобі, сива тайга»), присвячену зародженню алмазної промисловості в Якутії. У 1953 році опублікований збірник творів Сергія Звєрєва «Мин сүрэҕим» («Моє серце»).
Сергій Звєрєв є одним з основоположників якутської танцювальної культури. Він створив понад 30 танців: «Алгыс», «Ситим», «Сэлбэрээскэ», «Хотой», «Кымыс Ўрдэ» та інші. У 1959 році поставив оперу-балет «СуоЇалдьыйа Толбонноох». Найбільш відомим його танцювальним твором є танець «ОЇуордар» («Візерунки»), неодноразово демонструвався на сценах Москви і інших міст. Танці Сергія Звєрєва засновані на якутській національній культурі.

## Родина
У Сергія Афанасійовича Звєрєва 14 дітей від двох шлюбів.

## Твори
- Мин сүрэҕим. — Дьокуускай: Кинигэ изд-вота, 1953. — 60 с.
- Айхал эйиэхэ, аар тайҕа / С. А. Зверев, Г. М. Васильев. — Дьокуускай: Кинигэ изд-вота, 1958. — 48 с.
- Икки үйэ. — Дьокуускай: Кинигэ изд-вота, 1964. — 103 с.
- Аман өс. — Дьокуускай: Кинигэ изд-вота, 1971. — 294 с.
- Күрүлэс күргүөм күннэргэ: Культура дьиэлэригзр, фольклорнай коллективтарга көмө / Хомуйда В. В. Илларионов, Л. Ф. Рожина. — Бэрдьигэстээх, 1992. — 39 с.
- Улуу Москуба туһунан тойук: Поэма / Хомуйан оҥордо Д. С. Зверев. Худож. Н. Игнатьев. — Дьокуускай, 1999. — 74 с.
- Алгыс: Якут. танцы, / Сост. А. Г. Лукина, М. З. Сивцева, Р. П. Макарова. — Якутск: Нац. кн. изд-во РС (Я), 1992. — 150 с.
- Сказание о великой Москве. — Якутск: Кн. изд-во, 1947. — 16 с.
- Сказание о великой Москве: С компакт-диском «Музыкальный фольклор народа саха» по произведениям, мелодией и в исполнении С. А. Зверева. — Смоленск, 1999. — 111 с. — Якут., рус., англ., нем., франц.
- Сказание о великой Москве: Поэма / Пер. А. Лаврин; Худож. В. Игнатьев; Авт текстов и сост. Д. Зверев. — Якутск, 1999. — 66 с.; То же: / Пер. на звен. Д. Кривошапкин. — 86 с.; / Пер. на англ. А. Скрябин. — 58 с.; / Пер. на нем. С. Новгородова. — 62 с.; / Пер. на франц. Л.Сабарайкина. 58 с.